# Margaret Illington
Margaret Illington (nacida como Maude Light; 23 de julio de 1879 - 11 de marzo de 1934) fue una actriz de teatro estadounidense muy popular a principios de la década del siglo XX. Más tarde intentó actuar en el cine mudo haciendo dos películas con la franquicia Famous Players-Lasky de Adolph Zukor.

## Biografía
Maude Light nació el 23 de julio de 1879 en Bloomington, Illinois, hija de I.H. Light y de su esposa, Mary Ellen. Se educó en la Universidad Wesleyana de Illinois y luego, durante dos años, fue alumna en la Escuela Dramática de Conway en Chicago.
Debutó en Broadway en 1900 y pocos años después se casó con el empresario de Broadway Daniel Frohman en 1903, lo que la convirtió en cuñada del poderoso propietario de teatros Charles Frohman. El matrimonio no duró por toda la década y terminó en 1909, pero su asociación con Frohman supuso un gran impulso para su carrera. Uno de sus primeros éxitos en Broadway fue The Two Orphans (1904), coprotagonizada por Grace George. Ella y George interpretaron a las hermanas que más tarde fueron interpretadas por las famosas Lillian y Dorothy Gish en la película de D. W. Griffith de 1921 Las dos huérfanas.

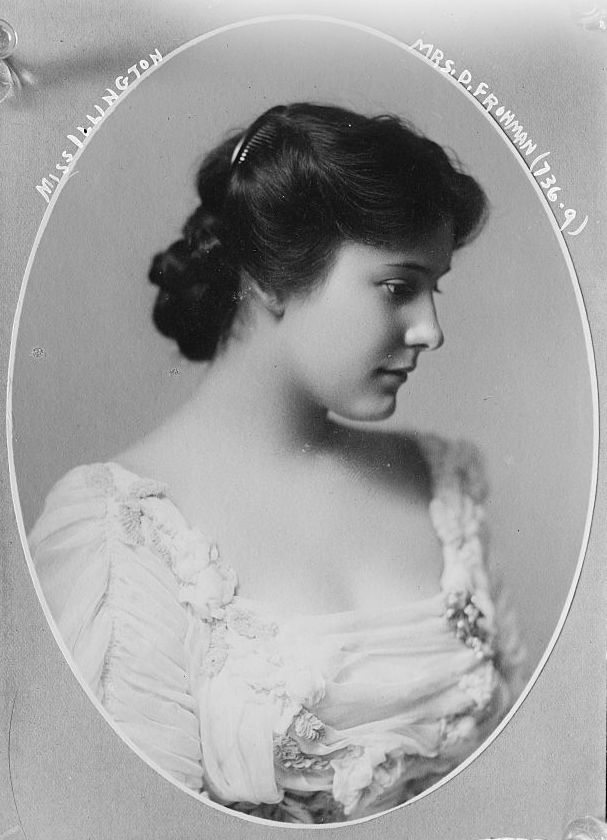
El año de su divorcio con Daniel Frohman, 1909

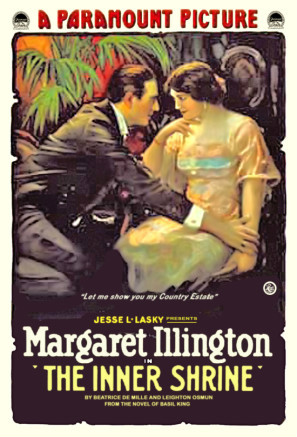
Cartel de cine de Inner Shrine, uno de los dos largometrajes de 1917 que Illington hizo para Adolph Zukor y Jesse Lasky.

Illington se casó con Edward Bowes en 1910 y deseaba tener un bebé, según los relatos de los periódicos que la entrevistaron. Pero no fue así y siguió actuando en obras de teatro. Una de sus obras de teatro más conocidas en esta época fue Kindling, que fue convertida posteriormente en una película muda de 1916 por Cecil B. DeMille, pero sin Illington. Illington tuvo alguna experiencia cinematográfica al aparecer en la popular película de Edwin Porter de 1905 The Train Wreckers como la protagonista femenina. En 1917, Illington decidió probar suerte en el mundo del cine y firmó con Adolph Zukor y Jesse Lasky. Protagonizó The Inner Shrine y Sacrifice, ambas dirigidas por el actor de teatro Frank Reicher. Zukor la visitó en el set durante el rodaje de The Inner Shrine. Una vez terminadas sus dos películas, volvió a trabajar en obras de teatro y permaneció unos dos años antes de retirarse en 1919.
En 1906 fue pintada por el pintor de la sociedad estadounidense de origen suizo Adolfo Müller-Ury, un retrato sentado de tres cuartos con un vestido de la obra "Mrs Leffingwall's Boots", que se exhibió en la galería de M. Knoedler & Co., Quinta Avenida, ese mismo diciembre. Müller-Ury envió el cuadro al Salón de París en 1907 (núm. 1191) y lo exhibió tres veces más en 1908 en Nueva York, Washington y Filadelfia. Fue reproducido en The Metropolitan Magazine, vol. XXV, No. 1, 5 de octubre de 1906.
El 11 de marzo de 1934, Illington murió en el Hospital St. Francis en Miami, Florida.